# One Night Steal
One Night Steal (tiếng Thái: One Night Steal – แผนรักสลับดวง; RTGS: One Night Steal – Phaen Rak Sa-lap Duang) là một bộ phim truyền hình Thái Lan phát sóng năm 2019–2020 với sự tham gia của Perawat Sangpotirat (Krist) và Sutatta Udomsilp (Punpun).
Được đạo diễn bởi Kritsada Kanwichaphon và sản xuất bởi GMMTV và Parbdee Tawesuk. Đây là một trong mười ba dự án phim truyền hình cho năm 2019 được GMMTV giới thiệu trong sự kiện "Wonder Th13teen" vào ngày 5 tháng 11 năm 2018. Bộ phim được phát sóng vào lúc 20:10 (ICT), Chủ nhật trên GMM 25 và phát lại vào 22:00 (ICT) cùng ngày trên LINE TV, bắt đầu từ ngày 24 tháng 11 năm 2019. Bộ phim kết thúc vào ngày 9 tháng 2 năm 2020.

## Nội dung
Jee (Sutatta Udomsilp) là một cô gái đã được hưởng sự may mắn từ khi mới sinh ra, đến mức ngay cả khi một chiếc bánh mì có mứt rơi xuống, mặt có mứt cũng không chạm đất. Tuy nhiên, sự may mắn đó lại không có hiệu lực đối với tình duyên của cô. Khi đang làm việc trong một công ty dự đoán thị trường chứng khoán, cô gặp Putti (Thanaboon Wanlopsirinun), một doanh nhân trẻ đang cố gắng tiếp cận cô.
Nott (Perawat Sangpotirat) là một nhạc sĩ trẻ. Anh từ bé đã gặp rất nhiều điều xui xẻo. Để theo đuổi ước mơ của mình, anh cùng với Nueng (Purim Rattanaruangwattana) và GD (Harit Cheewagaroon) đã thành lập một ban nhạc mang tên "The Comet" thuộc công ty âm nhạc "Mixx Musix" của Mixx (Witawat Singlampong). Tuy nhiên, single đầu tiên của nhóm đã không thành công như mong đợi và nhóm đã bị giải tán.
Trong một bữa tiệc của công ty "Mixx Musix", Jee cùng với bạn thân Bono (Ployshompoo Supasap) đã tham dự vì Bono muốn xem bạn trai Mixx làm gì khi cô không có mặt. Nott cũng đến bữa tiệc để thuyết phục Mixx cho nhóm nhạc của anh một cơ hội. Jee tình cờ gặp Nott. Cả hai đã nói chuyện và uống với nhau cho đến khi say và họ đã vô tình quan hệ với nhau. Sau đêm đó, vận mệnh của cả hai đã thay đổi: Jee đột nhiên gặp muôn vàn xui xẻo trong khi Nott, cùng với ban nhạc của mình, lại may mắn trở nên nổi tiếng.
Để lấy lại được vận may của mình, Jee cần tiếp cận Nott. Vì vậy, cô đã xin được trở thành quản lý nhọm nhạc của anh ấy.

## Diễn viên
Dưới đây là dàn diễn viên của bộ phim:

### Diễn viên chính
- Perawat Sangpotirat (Krist) vai Nott
- Sutatta Udomsilp (Punpun) vai Jee

### Diễn viên phụ
- Purim Rattanaruangwattana (Pluem) vai Nueng
- Harit Cheewagaroon (Sing) vai GD
- Ployshompoo Supasap (Jan) vai Bono
- Thanaboon Wanlopsirinun (Na) vai Putti
- Suphitcha Subannaphong (Jomjam) vai Charm
- Witawat Singlampong (Ball) vai Mixx

### Khách mời
- Thanat Lowkhunsombat (Lee) vai Lee (chính mình)

## Nhạc phim
| Tên bài hát                                   | Thể hiện                                                                                | Ref.   |
| --------------------------------------------- | --------------------------------------------------------------------------------------- | ------ |
| เสียงจากดาวพลูโต (Siang Jark Dao Plu To)        | Perawat Sangpotirat (Krist)                                                             | [ 8 ]  |
| ไม่กลัว (Mai Glua)                              | Perawat Sangpotirat (Krist) Purim Rattanaruangwattana (Pluem) Harit Cheewagaroon (Sing) | [ 9 ]  |
| ไปด้วยกัน..ไหม? (Bpai Duay Gan Mai)             | Perawat Sangpotirat (Krist) Purim Rattanaruangwattana (Pluem) Harit Cheewagaroon (Sing) | [ 10 ] |
| ยอดรักยอดไลก์ (Yotrak Yotlai)                   | Harit Cheewagaroon (Sing)                                                               | [ 11 ] |
| ก่อนเขาตัดสินใจ (Korn Kao Tad Sin Jai)           | Purim Rattanaruangwattana (Pluem)                                                       | [ 12 ] |
| คนโชคไม่ดีที่โชคดี (Kon Chok Mai Dee Tee Chok Dee) | Perawat Sangpotirat (Krist)                                                             | [ 13 ] |